# Володимир (Терлецький)
Архимандрит Володи́мир (світське ім'я Іполи́т Зи́ґмунт Терле́цький, пол. Włodzimierz Hipolit Zygmunt Terlecki; 1808, Волинь — 17 січня 1888, Одеса) — церковно-громадський діяч і публіцист.

## Біографія
Походив зі сполонізованої шляхетської родини на Волині. Навчався в Кременецькому ліцеї та Вільнюському університеті (1825—1830). Після участі в польському Листопадовому повстанні опинився у Кракові, де відкрив медичну практику, одружився з польською поетесою Анною Шуґт (1810—1835), здобув ступінь доктора медицини, опублікував власний порадник з питань акушерства. З 1836 року — на еміграції у Франції, близький до оточення князя А. Чарторийського.
1842 року висвячений на священника у Римі, належав до ордену Змартвихвстанців. У меморіалах до папи Пія IX 1845 — 1848 Терлецький розгорнув широку програму унійної акції, включно з проєктом утворення українсько-католицького патріархату. Тоді ж з дозволу папи Терлецький перейшов на візантійський обряд. Опублікував (анонімно) політичне дослідження «Słowo Rusina ku wszej braci szczepu słowiańskiego о rzeczach słowiańskich» (1849). Концепція Терлецького — слов'янська федерація з демократичним устроєм, побудована на християнських принципах, що її рівноправну складову частину становила б Русь-Україна.
В 1850—1855 роках Терлецький — парох першої католицької церкви східного обряду в Парижі ім. св. Кирила й Методія; створив Східне Товариство, що мало підтримку впливових французьких католицьких кіл. Після дворічної подорожі по країнах Близького Сходу 1857 переїхав до Галичини (потім на Закарпаття) і вступив до Чину св. Василія Великого. Пізніше ігумен василіянських монастирів на Закарпатті. Співпрацював у галицькій пресі (газета «Слово»).
Терлецького вважають за надхненника так званого «обрядового руху» 1860-их років, що змагався за очищення обрядів греко-католицької церкви від латинських нашарувань. Заарештований угорською владою за підозру в панславізмі, 1872 виїхав до Росії, де перейшов на православ'я, згодом одержав звання архімандрита. Помер в Одесі.

## Основні праці
- «Записки второго поклонического путешествия з Рима в Ерусалим.. .» (2 тт., 1861)
- «Угорская Русь и возрождение сознания народности между русскими в Венгрии» (1874)
- українські переклади Фоми Кемпійського і поезій Богдана Залєського;
- посмертно надруковані мемуари («Русская Старина», 1889, 1891).